# Ctenotus gagudju
Espèce
Statut de conservation UICN

 LC  : Préoccupation mineure
Ctenotus gagudju est une espèce de sauriens de la famille des Scincidae.

## Répartition
Cette espèce est endémique du Territoire du Nord en Australie.

## Publication originale
- Sadlier, Wombey & Braithwaite, 1986 : Ctenotus kurnbudj and Ctenotus gagudju, two new lizards (Scincidae) from the Alligator Rivers region of the Northern Territory. The Beagle, vol. 2, no 1, p. 95-103.